# Đề xuất tổ chức giải đấu European Super League
Giải đấu European Super League bao gồm các câu lạc bộ bóng đá đến từ khắp châu Âu đã được thảo luận từ những năm 1990. Giải đấu đã được đề xuất tổ chức mùa giải 2021–2022. FIFA và sáu liên đoàn bóng đá châu lục, bao gồm cả UEFA, đã từ chối việc hình thành một giải đấu li khai.

## Lịch sử
Năm 1998, công ty Media Partners của Ý đã nghiêm túc xem xét ý tưởng này. Kế hoạch giải đấu đã bị hủy bỏ sau khi UEFA tiến hành mở rộng giải đấu Champions League và loại bỏ Cup Winners' Cup để đáp ứng yêu cầu cho các câu lạc bộ đang cân nhắc việc li khai để tham gia giải đấu mới được đề xuất.
Vào tháng 7 năm 2009, Florentino Pérez của Real Madrid đã đề xuất ý tưởng này. Vào tháng 8 năm 2009, huấn luyện viên Arsène Wenger của Arsenal dự đoán một siêu giải đấu sẽ trở thành hiện thực trong vòng 10 năm tới do áp lực về doanh thu đối với các đội bóng ưu tú nhất.
Vào tháng 2 năm 2012, Clarence Seedorf cũng dự đoán sự ra đời của cuộc thi và công khai ủng hộ. Vào tháng 4 năm 2013, huấn luyện viên Gordon Strachan của Scotland nói rằng ông ấy tin rằng các câu lạc bộ Old Firm gồm Celtic và Rangers sẽ tham gia một giải đấu mới European Super League gồm 38 câu lạc bộ hạng hai châu Âu.

### The Super League
Vào tháng 10 năm 2020, Sky Sports tuyên bố rằng FIFA đang đề xuất một sự thay thế mới cho UEFA Champions League, được gọi là European Premier League, liên quan đến tối đa 18 đội trong hệ thống thi đấu vòng tròn một lượt và giải đấu loại trực tiếp. Các câu lạc bộ giải Premier League cũng như các câu lạc bộ từ Tây Ban Nha, Ý, Pháp và Đức đã được mời tham dự. Barcelona đã chấp nhận đề nghị gia nhập Super League một ngày trước khi chủ tịch Josep Maria Bartomeu từ chức.
Tuy nhiên, vào ngày 21 tháng 1 năm 2021, FIFA và tất cả sáu liên đoàn bóng đá châu lục (AFC, CAF, CONCACAF, CONMEBOL, OFC và UEFA) đã đưa ra một tuyên bố bác bỏ sự thành lập của bất kỳ giải European Super League li khai nào. Bất kỳ câu lạc bộ hoặc cầu thủ nào tham gia vào một giải đấu như vậy sẽ bị cấm tham gia các cuộc thi do FIFA hoặc bất kỳ liên đoàn nào trong số sáu liên đoàn tổ chức. Tuy nhiên, đề xuất này vẫn đang được thảo luận bởi các câu lạc bộ như Manchester United và Liverpool; tài liệu đề xuất chỉ ra rằng một giải đấu như vậy sẽ bắt đầu vào mùa giải 2022–23, với 15 thành viên thường trực bao gồm sáu câu lạc bộ Premier League và mỗi câu lạc bộ sẽ được trả tới 310 triệu bảng để tham gia, tiếp theo là lên đến 213 triệu bảng mỗi mùa.
Vào ngày 18 tháng 4 năm 2021, tờ The New York Times đưa tin rằng 12 câu lạc bộ ở Anh, Ý và Tây Ban Nha đã đồng ý về mặt nguyên tắc để thành lập một giải European Super League. The New York Times báo cáo rằng mỗi đội sẽ kiếm được hơn 400 triệu đô la (tương đương 290 triệu euro) khi tham gia cuộc thi. Các báo cáo đã tạo ra phản ứng tiêu cực từ UEFA và các hiệp hội bóng đá và các liên đoàn bóng đá hạng nhất của Anh, Ý và Tây Ban Nha, những người đã đưa ra một tuyên bố chung nói rằng họ sẽ không cho phép Super League tiến hành. UEFA cũng nhắc lại rằng bất kỳ câu lạc bộ nào tham gia vào Super League sẽ bị cấm tham gia tất cả các giải đấu trong nước, châu Âu và thế giới; các cầu thủ nằm trong câu lạc bộ tham gia vào European Super League có thể bị từ chối cơ hội thi đấu cho đội tuyển quốc gia của họ. Liên đoàn bóng đá Pháp và Đức cũng đưa ra một tuyên bố phản đối Super League được đề xuất. Tổng thống Pháp Emmanuel Macron và Thủ tướng Anh Boris Johnson cũng bày tỏ sự phản đối kế hoạch này. Nhiều người hâm mộ cũng bày tỏ sự phản đối, những người ủng hộ bóng đá châu Âu gọi đề xuất này là "bất hợp pháp, vô trách nhiệm và phản cạnh tranh".
Sau đó cùng ngày, một thông cáo báo chí chính thức đã công bố sự hình thành của giải đấu. Mười hai câu lạc bộ, Real Madrid, Barcelona, Atlético Madrid, Manchester United, Manchester City, Chelsea, Arsenal, Tottenham Hotspur, Liverpool, Juventus, Inter Milan và AC Milan, được đặt tên là thành viên sáng lập, với ba câu lạc bộ dự kiến sẽ tham gia trước mùa khai mạc. Một giải đấu gồm 20 đội đã được hình dung ra, cho phép năm câu lạc bộ đủ điều kiện hàng năm dựa trên kết quả của mùa giải trước. Giải đấu sẽ kéo dài từ tháng 8 đến tháng 5, với trận đấu bắt đầu ở hai nhóm mười người. Ba câu lạc bộ hàng đầu trong mỗi nhóm sẽ tự động giành quyền vào tứ kết; các câu lạc bộ xếp thứ tư và thứ năm sẽ cạnh tranh trong một trận tranh suất vớt hai lượt cho các vị trí còn lại. Từ đó, vòng loại trực tiếp hai lượt sẽ tìm ra hai đội vào chung kết, đây sẽ là một trận đấu duy nhất tại một địa điểm trung lập.

## Chỉ trích
Ý tưởng về một giải đấu European Super League đã bị chỉ trích bởi người hâm mộ và các nhà phê bình, chỉ ra tác động tàn phá tiềm tàng của nó đối với các giải đấu quốc nội, UEFA Champions League và các câu lạc bộ nhỏ hơn: đây được xem là một "cuộc giành giật quyền lực" của các câu lạc bộ hàng đầu để có thêm doanh thu và quyền kiểm soát bóng đá. Tiền vệ Toni Kroos của Đức và Real Madrid đã chỉ trích kế hoạch này vào năm 2020, nói rằng "khoảng cách giữa các câu lạc bộ lớn và nhỏ sẽ còn mở rộng hơn nữa. Mọi thứ không phải lúc nào cũng phải nhanh hơn, với càng nhiều tiền hơn".
Phản ứng với các báo cáo của The New York Times về thỏa thuận nguyên tắc, Gary Neville, cựu hậu vệ Manchester United và đồng sở hữu hiện tại của Salford City, đã chỉ trích nặng nề các đề xuất của Super League, nói rằng anh cảm thấy ghê tởm. Thủ tướng Anh Boris Johnson nói rằng kế hoạch tổ chức European Super League sẽ 'gây tổn hại rất lớn' cho môn thể thao bóng đá và kêu gọi các câu lạc bộ gần đây ủng hộ động thái này hãy trả lời người hâm mộ về hành động của họ. Tổng thống Pháp Emmanuel Macron cũng bày tỏ sự chỉ trích và hoan nghênh lập trường của các câu lạc bộ Pháp vì đã từ chối tham gia giải đấu này. Chủ tịch của UEFA, Aleksander Čeferin đã mô tả các đề xuất tổ chức European Super League là "sự khạc nhổ vào mặt tất cả những người yêu bóng đá".
Cựu hậu vệ của Liverpool và đội tuyển Anh, Jamie Carragher, đã kêu gọi người hâm mộ, chuyên gia truyền hình, người quản lý và các cầu thủ bắt đầu "diễu hành trên các sân vận động" để thể hiện sự phản đối của họ. Huấn luyện viên của Liverpool, Jürgen Klopp, nói rằng hy vọng của ông là "Super League sẽ không bao giờ xảy ra", cho rằng mặc dù hợp lý về mặt tài chính nhưng nó sẽ không hấp dẫn người hâm mộ về lâu dài. Vào ngày 19 tháng 4 năm 2021, tại trận đấu đầu tiên của Premier League sau khi giải đấu ly khai được công bố, người hâm mộ đã biểu tình bên ngoài sân để phản đối giải đấu mới. Tại đường Elland trước trận đấu giữa Leeds United và Liverpool, người hâm mộ đã hô vang "sáu tên khốn tham lam" để ám chỉ sáu câu lạc bộ ly khai, và đốt một chiếc áo sơ mi sao chép từ Liverpool.